# Mariano Cabal
Mariano Cabal (Santa Fe, 12 de abril de 1830 - † Buenos Aires, 1885) fue un banquero y político argentino, gobernador de la provincia de Santa Fe entre 1868 y 1871.

## Negocios y política
Desde joven se dedicó al comercio, y hacia 1859 era dueño de un barco de vapor que navegaba por el río Paraná. Posteriormente adquirió varios buques mercantes más. Tenía relaciones comerciales con el presidente Justo José de Urquiza, lo que lo acercó al Partido Federal antes de la derrota de este en la batalla de Pavón. También se dedicó a las finanzas, y fundó un banco en Rosario.
Se unió a la oposición contra el gobernador de santafesino Nicasio Oroño en la década de 1860, y en 1867 fue convencional constituyente nacional, por sus buenas relaciones con el partido federal, y poco después fue elegido diputado provincial. Cuando el gobierno de Oroño llegaba a su fin, hacia 1868, asomaban con posibilidades de sucederlo dos figuras irreconciliables, Marcelino Freyre y Mariano Cabal.
Durante la campaña de Cabal, en asamblea popular del Club Argentino (Santa Fe) realizada el 18 de marzo de 1868 con asistencia de ochocientos ciudadanos, Ovidio Lagos fue incluido en la nómina de 12 electores a gobernador. La lista estaba encabezada por el coronel Patricio Rodríguez, el teniente coronel Leopoldo Nelson, Fidel Paz, Aarón Castellanos, Nicolás Sotomayor y Melquíades Salvá entre otros.
Los electores fueron testigos del pintoresco recibimiento que hicieron los habitantes de la ciudad de Santa Fe les hicieron a ellos y a Mariano Cabal, quien llegaría en vapor el 6 de abril. Hubo fuegos artificiales, más de 400 personas en el muelle, sombreros al aire, Himno Nacional, desfile de la comitiva, flores y campanas, era la soberanía popular representada en los electores y el ciudadano Cabal.
Una revolución — en la que Cabal y su amigo Simón de Iriondo tuvieron importante participación — obligó a Oroño a abandonar la capital provincial, circunstancias en que se realizaron las elecciones del 9 de abril, en que triunfó la candidatura de Cabal.

## Gobernación
Nombró su ministro de gobierno a Simón de Iriondo, y jefe de policía de la capital a Pascual Rosas, el gobernador que había sido derrocado por Bartolomé Mitre después de Pavón.
Apoyó la candidatura de Domingo Faustino Sarmiento para presidente, y tuvo buenas relaciones con el vicepresidente Adolfo Alsina. Cerró el Registro Civil de la provincia, que había causado la caída de Oroño, y recorrió varias veces el interior de la provincia.
Entre los logros del gobierno de Cabal estuvieron la apertura de la primera línea telegráfica entre Rosario y Buenos Aires, y el enlace ferroviario entre Rosario y Córdoba a través del Ferrocarril Central Argentino, en 1870.
También creó reparticiones como el Registro General de Ventas y los Consejos de Higiene que durante la epidemia de fiebre amarilla en 1871, colaboraron eficazmente, socorriendo a la población.
Cabal impulsó la colonización de las fronteras de la provincia de Santa Fe hacia el sur, hasta las actuales localidades de Teodelina y Venado Tuerto; hacia el norte, hasta el límite de la actual localidad cordobesa de Morteros; y al este, a unos 20 km al norte de San Javier, aumentando el área de la provincia a 57.000 km².
El gobierno provincial siguió la política de patrocinio de los asentamientos de inmigrantes europeos como colonias agrícolas. Era socio del colonizador alemán Guillermo Lehmann, que fundó varias colonias en la provincia. Entre las iniciativas colonizadoras más audaces, regaló tierras a los primeros colonos que llegaban a cada colonia, para valorizar el resto de las tierras de la misma.
Cabal es reconocido como el fundador oficial de la ciudad de San Justo y varias ciudades más pequeñas como lo son Saladero Mariano Cabal y Emilia (nombre de su esposa).
Mediante un decreto del año 1869, Cabal autorizó la creación de una carrera universitaria que incluía la enseñanza de Derecho Civil, Derecho Canónico y de Derecho Natural en el Colegio de la Inmaculada Concepción de la ciudad de Santa Fe. Este fue el origen de la actual Facultad de Ciencias Jurídicas y Sociales de la Universidad Nacional del Litoral.
Durante su último año de gobierno, Santa Fe contribuyó con el gobierno nacional (encabezado por Domingo Faustino Sarmiento), para sofocar la sublevación de Ricardo López Jordán en la vecina provincia de Entre Ríos, en cuya acción se distinguió el batallón Rosario al mando de Leopoldo Nelson.

## Últimos años
Una vez terminado su gobierno, Cabal fue diputado provincial de Santa Fe entre 1871 y 1872, y senador provincial entre 1872 y 1876. Durante su etapa en el Senado participó en la reforma de la constitución provincial de 1873. Apoyó los gobiernos de Iriondo y Servando Bayo.
Falleció en Buenos Aires en abril de 1885, a la edad de 55 años.